# Rue des Déchargeurs
Rue des Déchargeurs (tj. ulice Vykladačů) je ulice v Paříži. Nachází se v 1. obvodu.

## Poloha
Ulice vede od křižovatky s Rue de Rivoli a končí u Rue des Halles. Ulice je orientována z jihu na sever. Zhruba v polovině je na východní straně přerušena ulicí Rue du Plat d'Étain.

## Historie
Ulice existovala už kolem roku 1300 pod názvem Siège-aux-Déchargeurs (Sídlo vykladačů) s odkazem na vykladače zboží z nedaleké Pařížské tržnice.

## Významné stavby
- dům č. 3: Théâtre Les Déchargeurs, budova z roku 1708 je chráněna jako historická památka[1]
- dům č. 9: Hôtel de Villeroy, palác chráněn jako historická památka[2]
- dům č. 11: bývalý Pavillon des Drapiers z roku 1660, jehož fasáda byla v roce 1868 přenesena do Musée Carnavalet[3]